# Sebright

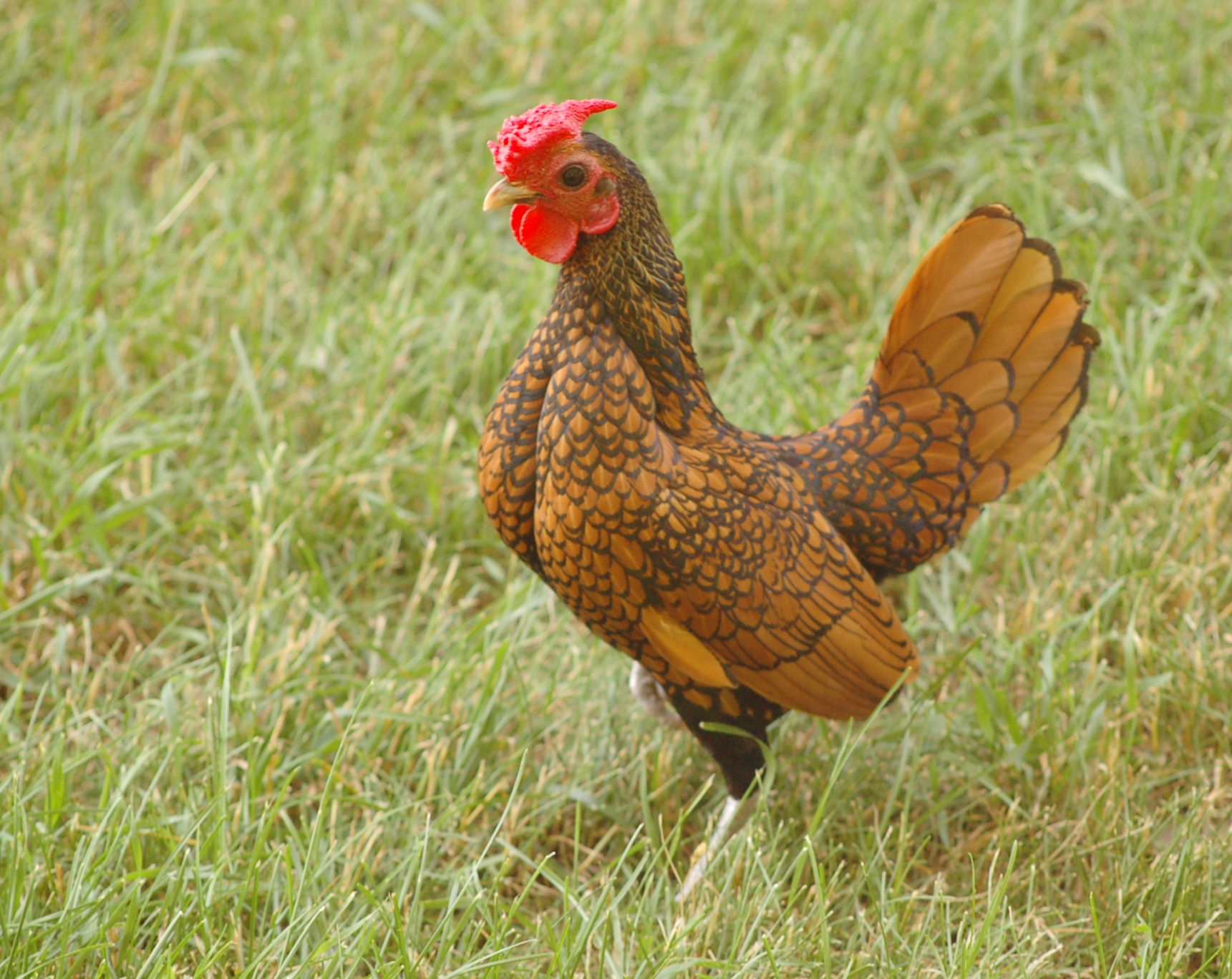
Kakas

A Sebright egy angliai törpe testű tyúkfajta.

## Fajtatörténet
1800 után tenyésztette ki a fajtát Sir John Sebright. 

## Fajtabélyegek, színváltozatok

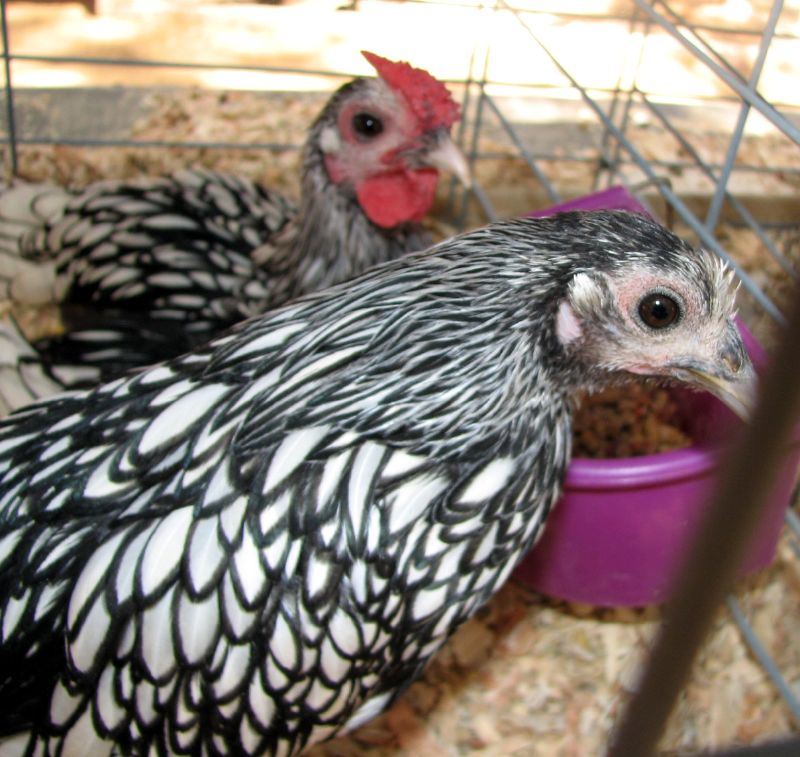
Kakas, tojó

Háta rövid, görbe. Nyaka szintén rövid és görbült. Szárnyak mélyen hordottak, de nem éri el a földet. Farktolla magasan tartott. Melltájék telt, széles, lekerekített. Feje kicsi. Arca sima, sötétpiros. Taraja rózsa típusú. Toroklebenye közepesen nagy, kerekded. Füllebenye piros, sima. Szemek nagyok, sötét-feketésbarna. Csőre rövid, sötét szarvszínű. Combok rövidek, erősek. Csüd palaszürke. Tollazata rövid, dús struktúrájú. 
Színváltozatok: Ezüst rajzos, arany rajzos.

## Tulajdonságok
Kurta, széles és lekerekített formájú. 

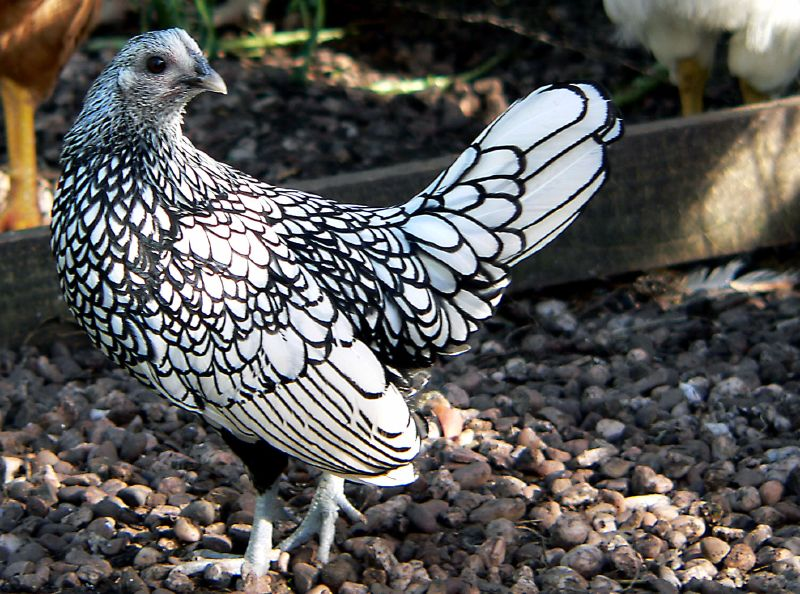
Tojó

| Általános tulajdonságok: | Általános tulajdonságok: |
| ------------------------ | ------------------------ |
| Súlya                    | kakas 600 g, tojó 500 g  |
| Gyűrűmérete              | kakas 11, tojó 9         |
| Tenyésztojás tömege      | 30 g                     |
| Tojáshéj színe           | fehér, krémszínű         |
| Éves tojáshozama         | 80 db                    |